# Chaplin som Vagabond
Chaplin som Vagabond er en amerikansk stumfilm fra 1916 af Charles Chaplin.

## Medvirkende
- Charles Chaplin
- Edna Purviance
- Eric Campbell
- Leo White
- Lloyd Bacon